# Nephrotoma geminata
Nephrotoma geminata är en tvåvingeart som beskrevs av Alexander 1920. Nephrotoma geminata ingår i släktet Nephrotoma och familjen storharkrankar. Inga underarter finns listade i Catalogue of Life.